# Beneš-Mráz
inž. P. Beneš et al. J. Mráz (abreviada como Beneš-Mráz), foi uma fabricante checoslovaca de aeronaves que iniciou suas operações na década de 1930.

## História
A empresa foi fundada em Choceň pelo engenheiro aeronáutico Pavel Beneš e o empresário Jaroslav Mráz, no dia 1 de abril de 1935, produzindo pequenas aeronaves de projeto próprio até a ocupação alemã da Checoslováquia. Beneš havia trabalhado anteriormente na Avia e no departamento de aviação da ČKD-Praga, enquanto Mráz estava engajado em reparos de locomotivas a vapor e posteriormente na produção de equipamentos de refrigeração. Alguns engenheiros importantes incluem Zdeněk Rublič e Jan Kryšpín. Entre 1935 e 1939, a empresa criou 14 modelos de aeronaves motorizadas, construindo um total de 245 unidades.
Na virada entre 1939 e 1940, a empresa foi renomeada para Ing. J. Mráz (Ing. J. Mráz, Flugzeugfabrik). Durante a Segunda Guerra Mundial, o volume de produção aumentou significativamente e um braço eslovaco foi criado em Nitra. O principal modelo produzido foi o planador alemão DFS Kranich II, projetado para o treinamento de pilotos da Luftwaffe. Durante a guerra, um total de 1.620 unidades foram produzidas. O Fieseler Fi 156 Storch e o planador cargueiro DFS 230 também foram produzidos. Ao fim da guerra, em 9 de maio de 1945, um trem com munição explodiu nas vizinhanças da fábrica, sendo severamente danificada. A produção foi retomada no mesmo ano.
Após a guerra, a fábrica foi nacionalizada sob o nome do Eng. J. Mráz. O nome foi alterado várias outras vezes, mas desde 1955 opera com o nome Orličan VEB (desde 1991 como sociedade por ações). Algumas aeronaves como o L-40 Meta Sokol e planadores como o Orlík II ou Gradient foram fabricados. A empresa deixou de existir em 1 de janeiro de 2010.

## Aeronaves
- Be-50 Beta-Minor[4] (1935)
- Be-51[4] (1937)
- Be-52 Beta Major[2] (1936)
- Be-53[2]
- Be-56[2] (1936)
- Be-60 Bestiola[2] (1935)
- Be-150 Beta Junior[2] (1936)
- Be-156[2] (1935)
- Be-250 Beta Major[2] (1936)
- Be-251[2] (1938)
- Be-252 Beta Scolar[4] ( 1937)
- Be-352[2](1939, projekt)
- Be-501[2]
- Be-502[2]
- Be-550 Bibi[4] (1936)
- Be-555 Super Bibi[2] (1938)
- Mráz Zobor I (1943)

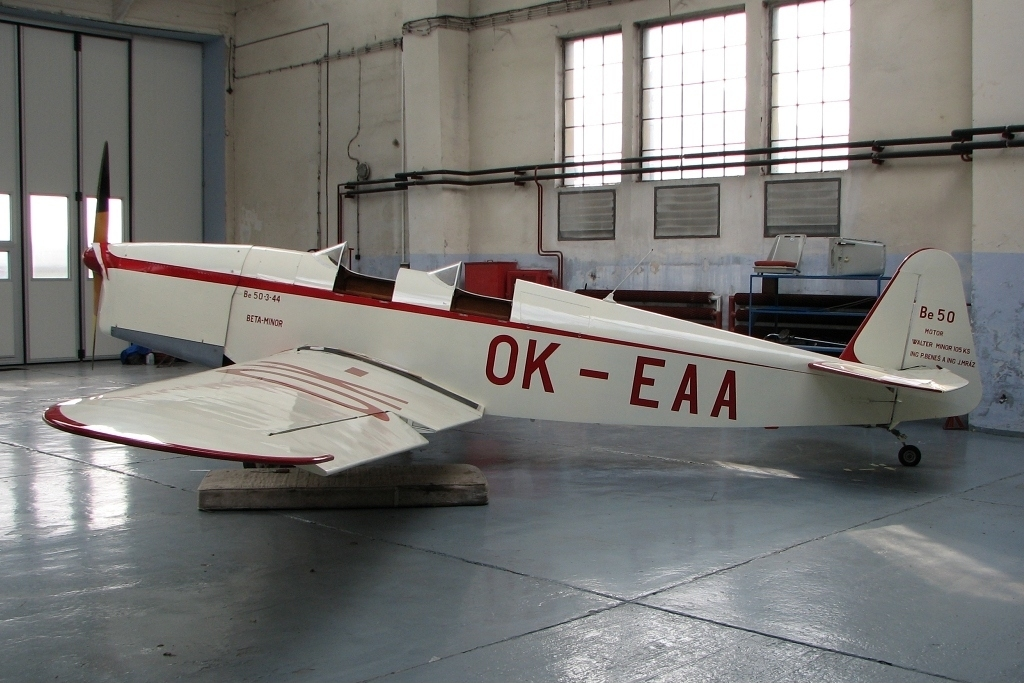
Be-50 Beta Minor

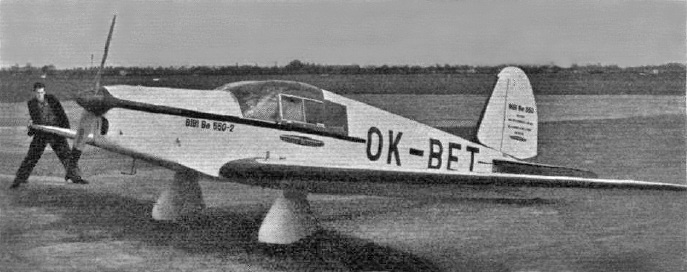
Be-550 Bibi

- Mráz K-65 Čáp (cópia do Fieseler Fi 156)
- Mráz M-1 Sokol (1946)
- Mráz M-2 Skaut (1948)
- Mráz M-3 Bonzo (1948)